# Шкоррадальсхреппюр
Шкоррадальсхреппюр (ісл. Skorradalshreppur) — муніципалітет у Ісландії, в регіоні Вестурланд. Місцевий виборчий округ — Північно-західний.

## Географія
Шкоррадальсхреппюр — один з небагатьох муніципалітетів без виходу до моря, розташований на обох берегах витягнутого озера Шкоррадальсватн, розташованого на південь від Шкоррадалшальсу. На південному заході муніципалітету, на межі з Хвалфьордарсвейтом, розташована гора Шкарошейджі.
Шкоррадальсхреппюр межує на півночі з муніципалітетом Боргарбігд, а на півдні із Хвалфьордарсвейтом.

### Клімат
Для муніципалітету характерний субполярний морський клімат.
| Клімат Шкоррадальсхреппюра | Клімат Шкоррадальсхреппюра | Клімат Шкоррадальсхреппюра | Клімат Шкоррадальсхреппюра | Клімат Шкоррадальсхреппюра | Клімат Шкоррадальсхреппюра | Клімат Шкоррадальсхреппюра | Клімат Шкоррадальсхреппюра | Клімат Шкоррадальсхреппюра | Клімат Шкоррадальсхреппюра | Клімат Шкоррадальсхреппюра | Клімат Шкоррадальсхреппюра | Клімат Шкоррадальсхреппюра | Клімат Шкоррадальсхреппюра |
| Показник                   | Січ.                       | Лют.                       | Бер.                       | Квіт.                      | Трав.                      | Черв.                      | Лип.                       | Серп.                      | Вер.                       | Жовт.                      | Лист.                      | Груд.                      | Рік                        |
| Середній максимум, °C      | 1,9                        | 2,6                        | 3,1                        | 5,5                        | 9,3                        | 11,7                       | 13,6                       | 13,1                       | 10,3                       | 6,8                        | 3,6                        | 2,4                        | 7,0                        |
| Середня температура, °C    | −0,6                       | 0,1                        | 0,3                        | 2,8                        | 6,3                        | 8,9                        | 10,7                       | 10,3                       | 7,5                        | 4,3                        | 1,3                        | −0,1                       | 4,3                        |
| Середній мінімум, °C       | −3,1                       | −2,4                       | −2,1                       | 0,3                        | 3,6                        | 6,4                        | 8,5                        | 8,0                        | 5,2                        | 2,1                        | −1                         | −2,6                       | 1,9                        |
| Днів з опадами             | 14                         | 14                         | 15                         | 11                         | 11                         | 10                         | 10                         | 12                         | 12                         | 13                         | 12                         | 13                         | 147                        |
| -------------------------- | -------------------------- | -------------------------- | -------------------------- | -------------------------- | -------------------------- | -------------------------- | -------------------------- | -------------------------- | -------------------------- | -------------------------- | -------------------------- | -------------------------- | -------------------------- |
| Джерело: www.yr.no         |                            |                            |                            |                            |                            |                            |                            |                            |                            |                            |                            |                            |                            |

## Населення
У 2010 році в муніципалітеті мешкала 61 особа. У 2000 році — 45 осіб. За 10 років приріст населення становив +35,56 %. 2015 рік - 62 мешканці, 2017 рік - 58 мешканців.